# M12 Rocket Launcher
M12 Rocket Launcher – amerykańska wyrzutnia pocisków rakietowych krótkiego zasięgu. Używana bojowo w końcowym okresie II wojny światowej, między innymi w czasie walk o Okinawę.
Wyrzutnia M12 używała 4,5-calowych (114,3 mm) rakiet M8 (używanych także w wersji lotniczej powietrze-ziemia) i składała się tylko z cienkiej lufy-prowadnicy na czteronożnym statywie.  Pierwsza, jednorazowa wersja wyrzutni zbudowana była z plastiku co jednak okazało się nieekonomiczne w użyciu, druga wersja M12E1 zbudowana była z lekkiego stopu magnezu.  M12 używana była do niszczenia umocnień japońskich. Brytyjskim odpowiednikiem M12 była wyrzutnia LILO.